# الوليجات (الضليعة)
'

تعديل مصدري - تعديل

الوليجات هي إحدى قرى عزلة الضليعة بمديرية الضليعة التابعة لمحافظة حضرموت، بلغ تعداد سكانها 157 نسمة حسب تعداد اليمن لعام 2004.